# 작전중학교
작전중학교(鵲田中學校)는 대한민국 인천광역시 계양구 작전동에 있는 공립 중학교이다.

## 학교 연혁
- 2001년 10월 21일 : 작전중학교 설립인가
- 2004년 3월 1일 : 작전중학교 개교
- 2004년 3월 1일 : 초대 남궁경 교장 취임
- 2004년 3월 2일 : 제1회 입학식 15학급 621명
- 2007년 2월 14일 : 제1회 졸업식 15학급 618명
- 2023년 9월 1일 : 제8대 박현숙 교장 취임
- 2024년 3월 4일 : 제21회 입학식 5학급 123명 입학
- 2025년 1월 10일 : 제19회 졸업식 154명 졸업(졸업생 누계 6,945명)

## 참고 자료
- 작전중학교 - 한국교육학술정보원 학교알리미